# Mengersgereuth-Hämmern
Mengersgereuth-Hämmern é uma localidade e antigo município da Alemanha localizado no distrito de Sonneberg, estado da Turíngia. Desde 1 de janeiro de 2012, forma parte do município de Frankenblick.